# Banato de Timișoara

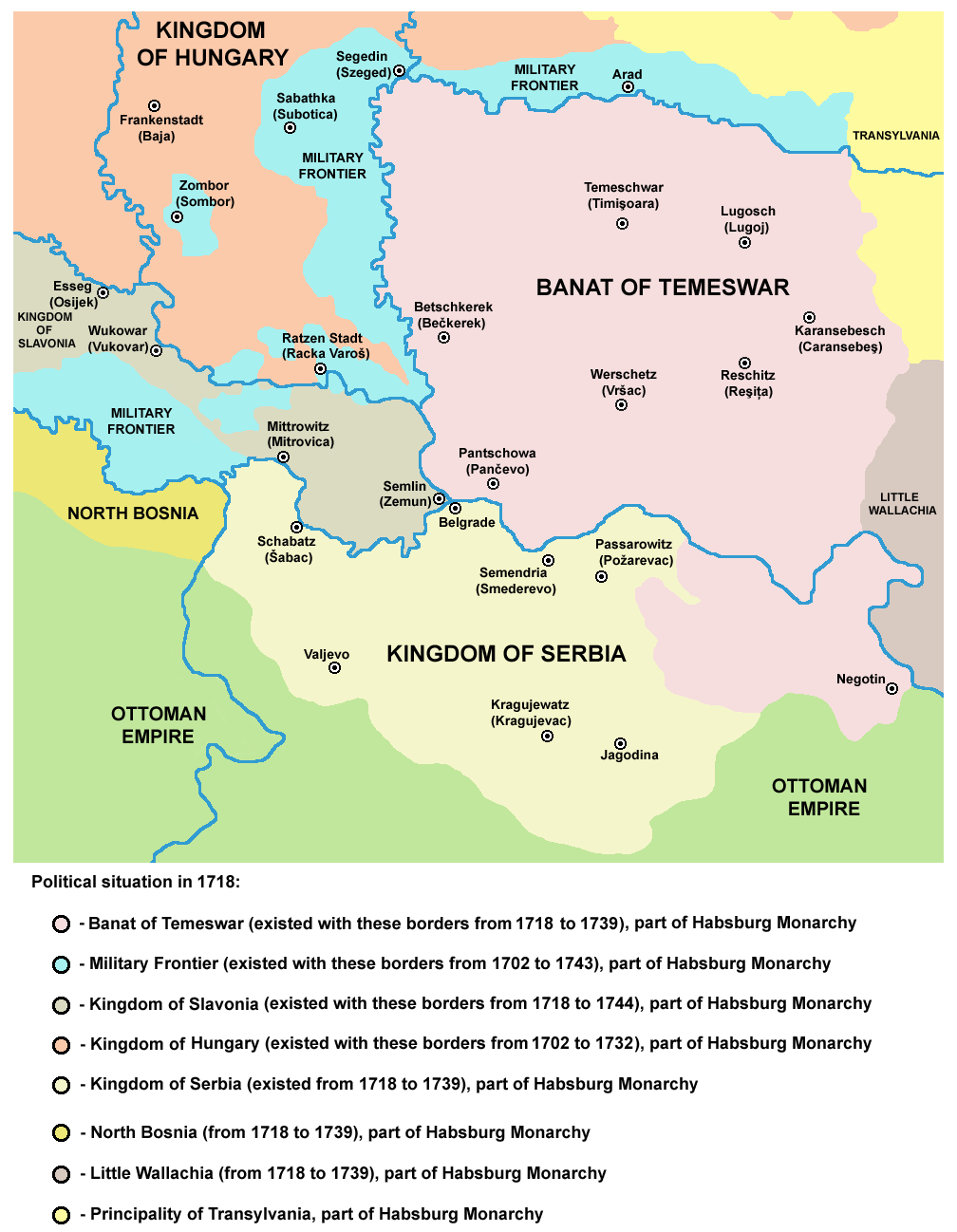
Banato de Timișoara, província da Monarquia dos Habsburgo em 1718-1739

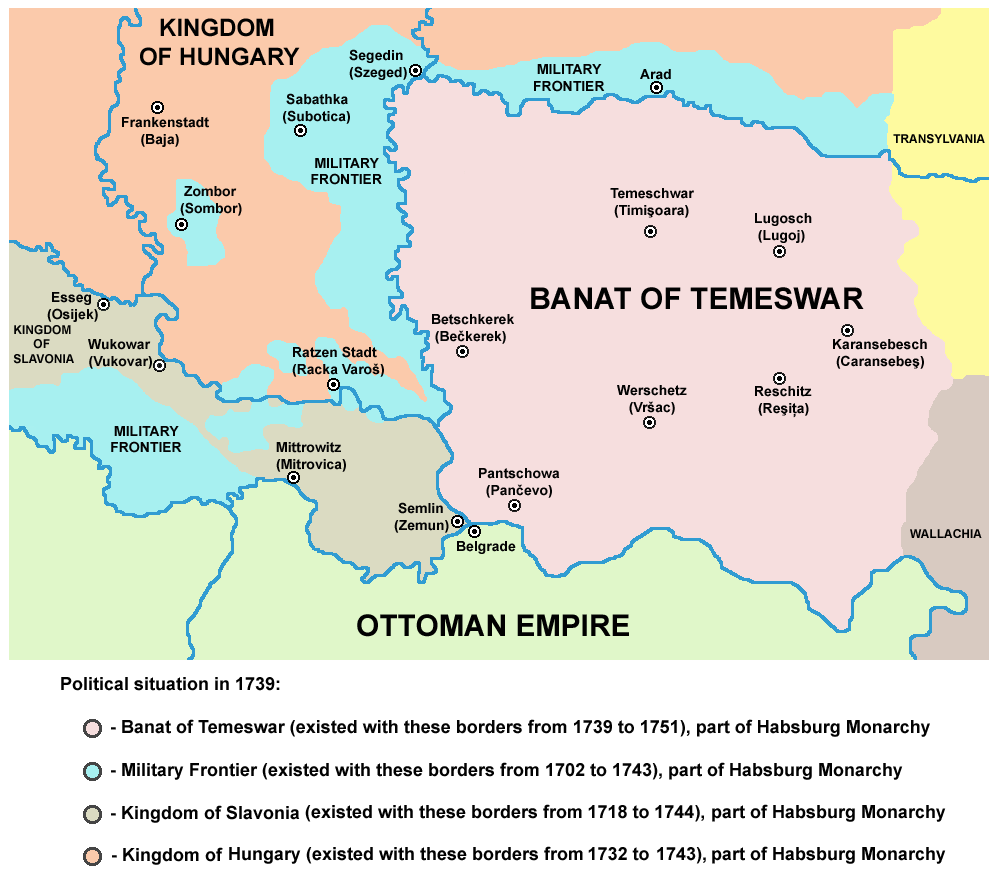
Banato de Timișoara, província da Monarquia dos Habsburgo em 1739-1751

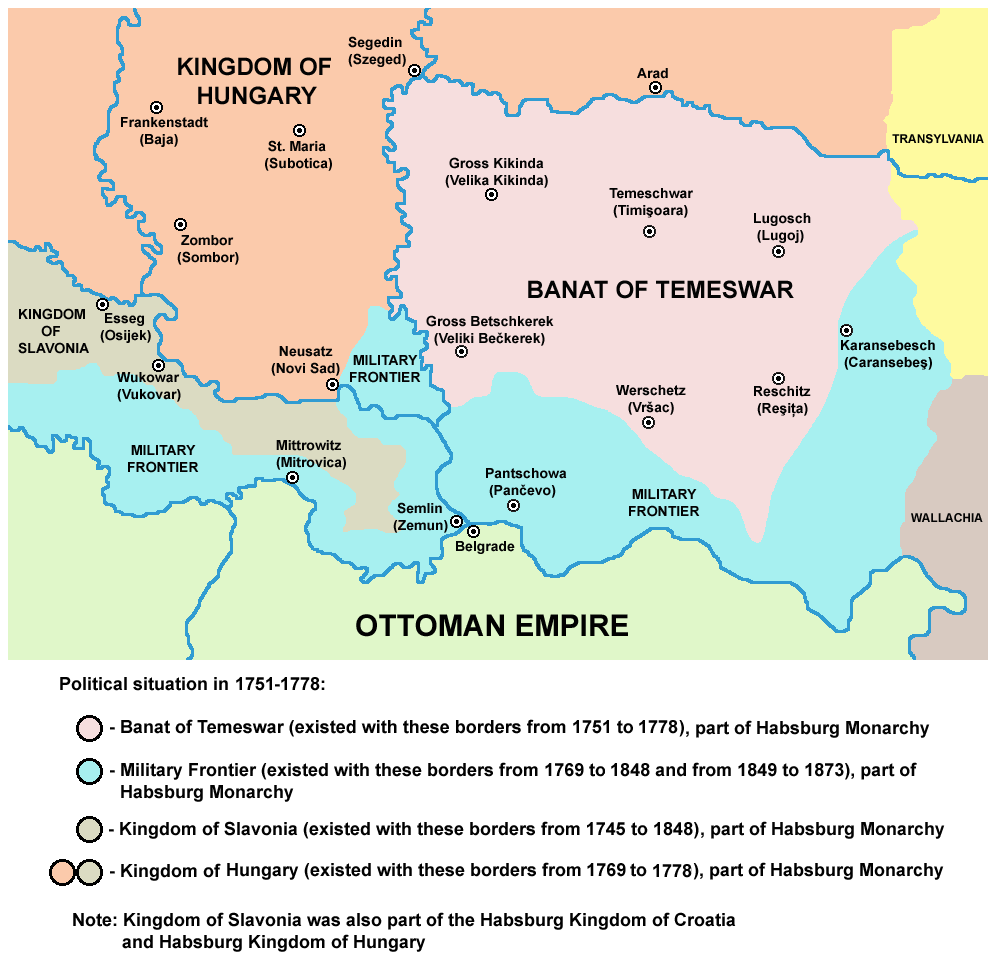
Banato de Temesvar en 1751-1778

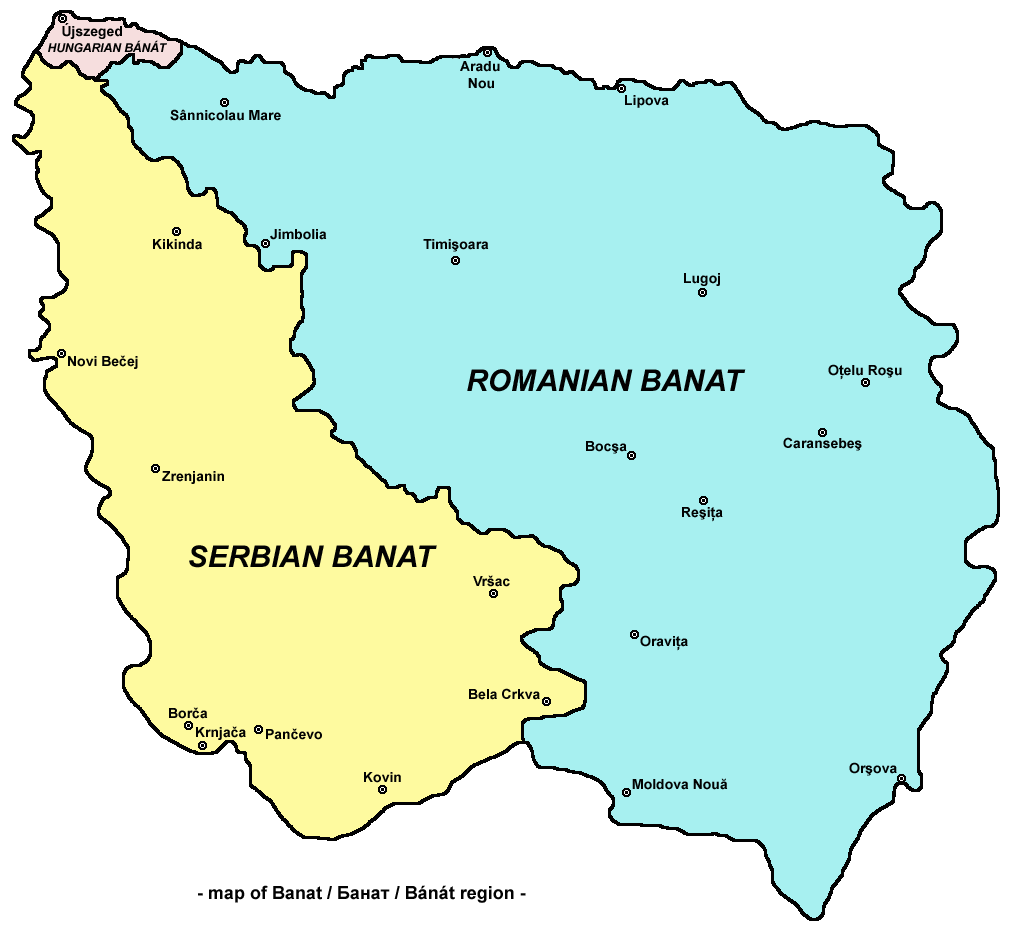
A região do Banato, dividida entre a Roménia (azul claro), Sérvia (amarelo claro) e Hungria (rosa). Tratado de Trianon.

Alemães no Banato e na Transilvânia, assinalando as zonas onde eram maioria (1945)

O Banato de Timișoara, (em alemão Temeswarer Banat, em romeno Banatul Timișoarei, em sérvio latino Tamiški Banat ou sérvio cirílico Тамишки Банат, em húngaro Temesi Bánság, em latín Banatus Temesiensis) foi uma província da Monarquía dos Habsburgo que existiu entre 1718 e 1778. Encontrava-se na região do Banato, pelo que assim foi denominada esta província.
A província foi suprimida em 1778 e administrativamente incorporada ao Reino da Hungria dos Habsburgo.

## História
Antes de ser província dos Habsburgo, existiu na região uma província otomana chamada Vilaiato de Timișoara. Em 1683, o fracasso do segundo cerco turco de Viena assinala o princípio do fim do Império otomano.
Depois da guerra áustro-otomana (1683–1697), pelo Tratado de Karlowitz (1699), o Imperador da Áustria retinha as suas adquisições: o Vilaiato de Timișoara, o oeste da Valáquia (Oltenia) e um extenso território em à volta de Belgrado (aproximadamente a metade da Sérvia), que foram confirmadas pelo tratado que pôs definitivamente fim à guerra, o Tratado de Passarowitz (1718). O Tratado de Karlowitz marcara o começo do enfraquecimento otomano na Europa Oriental e o auge do Império Habsburgo, potencia no sueste da Europa.
Mas a Guerra da Sucessão Espanhola e a Guerra da Independência Húngara (1703-1711), no Reino da Hungria, levou aos Habsburgo a centrar a sua atenção noutros lugares, assim que até nos anos 1710 não intentaram obter nenhum território dos otomanos. Algumas zonas do Vilaiato de Timișoara foram incorporadas pelos Habsburgo da Áustria, mas o Banato permaneceu baixo administração otomana. Em 1716 o príncipe Eugénio de Savoia culmina a conquista de todo o Banato para a Áustria. E em 1718 o imperador Carlos VI (o arquiduque Carlos de Austria da guerra da sucessão espanhola) toma as rendas do Banato, que passa a denominar-se Banato de Timișoara, convertendo-se numa província da monarquia dos Habsburgo, sometida a administração militar até 1751, quando a imperatriz Maria Teresa introduziu a administração civil. A parte sul do Banato permaneceu integrada na Fronteira Militar (a Krajina do Banato) até que as fronteiras militares foram suprimidas en 1871.
Durante a dominação otomana algumas partes do Banato, região ao pé da fronteira entre romenos e sérvios, tinha muita baixa densidade de povoação, depois de muitos anos de guerra e também devido a que grande parte da zona eram bosques e marismas quase desabitados. Nas décadas seguintes, as autoridades austriacas repovoam a região: entre outros, instalam-se nela grupos de germanofalantes católicos procedentes de distintas regiões alemãs e austríacas (conhecidos depois como suabos). As autoridades austríacas também fundaram "Nova Barcelona", fracassada colónia destinada para os exilados catalãs da guerra da sucessão espanhola).
O conde Claudio Mercy (1666–1734), que foi nomeado governador do Banato de Timișoara em 1720, tomou numerosas medidas para a sua regeneração. Dessecaram-se marismas do Danúbio e o Tisza, construíram-se caminhos e canais, empregando-se grandes quantidades de mão de obra, e impulsou-se a agricultura e o comércio, o que atraiu a muitos camponeses e artesãos alemães, que colonizaram o distrito.
A imperatriz Maria Teresa também mostrou um grande interesse pelo Banato; colonizou a região com camponeses alemães, alentou a explotação da riqueza mineral do país e desenvolveu muitas das iniciativas do conde Mercy. Os alemães chegaram desde a Suabia, a Alsácia e a Baviera, também da Áustria, pelo que muitas colónias no Banato Oriental estavam habitadas na sua maioria por alemães, que foram conhecidos como os suabos do Danubio ou  Donauschwaben. Também havia uma minoria de fala francesa, descendentes de colónos chegados da Lorena, que mantiveram a língua francesa durante várias gerações e desenvolveram uma identidade étnica específica, que mais tarde foi etiquetada como o Banato francês, ou os franceses do Banato.
Em 1799, o Banato fica incluído no reino da Hungria e, excepto no período 1848-1860, segue assim até a dissolução do Império austrohúngaro. A partir do Ausgleich de 1867 a comunidade suaba do Banato sobrevive à política de magiarização das autoridades húngaras, que é perceptível no nome do suabo do Banato mais famoso de todos os tempos, János Weißmüller (1904-1984), conhecido como Johnny Weissmüller, nadador norteamericano, mais conhecido como o actor que interpretou a Tarzan en vários filmes.

## Povoação
Como se disse, a província teve de ser repovoada depois da conquista dos Habsburgo. A sua densidade de povoação estava entre as mais baixas da Europa: alguns investigadores estimam que era de arredor de 1 hab./km2. Segundo o primeiro censo feito pelas autoridades militares dos Habsburgo, a povoação do Banato ascendia a uns 20 000 habitantes, na sua maioria sérvios. A antiga povoação islâmica saíra da zona depois da conquista dos Habsburgo.
A baixa densidade de povoação deu lugar, como vimos, a uma colonização que continuou até princípios do século XIX, e que teve muitas procedências, famílias alemãs que chegaram desde terras alemãs e austríacas (os Donauschwaben ou suabos do Danúbio), e também, no sul, romenos da Valáquia e Transilvânia e sérvios refugiados do Império otomano, assim como sérvios de outras partes da monarquia dos Habsburgo. O governo também organizou regimentos militares, que na sua maioria estavam formados por soldados sérvios, que recebiam direitos especiais em troca de defenderem as fronteiras. Os húngaros foram excluídos inicialmente deste processo, e o fixamento de húngaros foi oficialmente proibido até finais do século XVIII (possivelmente como consequência da guerra da independência de Rákóczi, entre 1703-11).
De acordo com os dados de 1774, a povoação do Banato de Timișoara compunha-se de:
- Romenos = 220 000;
- Sérvios e gregos = 100 000;
- Alemães = 53 000;
- Húngaros e búlgaros = 2 400;
- Judeus = 340.

Este censo oficial mostrou uma maioria romena no leste, sérvia no oeste, e com numerosas colónias de alemãs em todo o território.

## Legado: os suabos do Banato no século XX
Com o fim do Imperio Austrohúngaro, ao fim da Primeira Guerra Mundial, em 1918 os suabos proclamam a República do Banato, um Estado multinacional formado por romenos, suabos, sérvios e húngaros, mas a aplicação do conceito das nacionalidades impôs-se e a região acabou sendo dividida entre a Roménia e o novo Estado dos eslavos do sur (só a zona de Szeged permaneceu na Hungria). A maior parte dos suabos do Banato (e da Transilvânia) convertem-se assim em cidadãos da Roménia, onde teriam que suportar a política de romenização das autoridades roménias.
Com a chegada dos nazis ao poder na Alemanha, os suabos deixam de ser suabos roménios ser Volksdeutsche. Ali foi onde começou a desaparição da comunidade suaba. As autoridades nazis previam transladar ao Reich aos alemães da Roménia. Mas a entrada da Roménia na Segunda Guerra Mundial, ao lado da Alemanha, fez mudar os planos; agora o mais urgente não era reassentar aos alemães no Reich, senão recrutá-los para as SS e para a Wehrmacht.
Quando a guerra muda de rumo e o Exército Vermelho invade a Roménia, muitos alemães fogem; sobre os demais pesa a ameaça do castigo coletivo. As novas autoridades soviéticas procedem à deportação de milhares de alemães a campos de trabalho na URSS. Não todos hão de voltar. Uma vez terminada a guerra, os alemães da Roménia salvam-se, relativamente, das expulsões massivas que puseram fim à presença germânica na Checoslováquia e Polónia. Porem, as deportações reduziram a comunidade, e a coletivização das terras minou a base socioeconómica da sua existência.
Nos anos 1970 um grupo de escritores roménios de língua alemã fundaram o Banat Aktionsgruppe. Os seus integrantes consideravam-se marxistas e publicavam sem problemas nos diferentes jornais e editoriais de língua alemã da Roménia. O que inicialmente se formara como uma reação estética contra a tradição suaba converteu-se numa expressão de dissidência política, pelo que o grupo foi perseguido e, finalmente, dissolvido pela Securitate.

A persecução, unida às miseráveis condições de vida e a generosa política da República Federal da Alemanha de repatriar aos alemãs do leste (em continuidade com o Heim ins Reich hitleriano), fez que muitos suabos abandonassem a Roménia a finais dos anos 1980. Só uns poucos anos depois, uma revolução iniciada precisamente em Timioșoara acaba com a ditadura de Ceaușescu, mas a comunidade suaba já estava perto da extinção. Segundo o censo de 2002, nos judeţe roménios que correspondem ao Banato histórico só 17 374 pessoas sobre um milhão eram de língua materna alemã.